# Šenovský vrch (Šluknovská pahorkatina)
Šenovský vrch (německy Schönauer Berg) je zalesněný hřbet o nadmořské výšce 487 m, který leží v Mikulášovicích v Ústeckém kraji.

## Charakteristika
Vrch náleží ke geomorfologickému celku Šluknovská pahorkatina, jeho okrsku Šenovská pahorkatina a podokrsku Mikulášovická pahorkatina. Leží na hranici katastrálních území Mikulášovice a Velký Šenov. Geologické podloží tvoří střednězrnný lužický granodiorit prostoupený žílami doleritu (diabasu), bazaltoidu a porfyru. Podložní granodiorit je ve vrcholové části rozpukaný a vytváří kamenné moře, které se nazývá Liščí kameny či U Liščích kamenů. Půdním pokryvem je převážně modální mesobazická kambizem, na doleritové ložisko je vázána kambizem modální eutrofní a v prostorách bývalého lomu se vyskytuje antropozem. Voda z Šenovského vrchu je odváděna do Mikulášovického a Vilémovského potoka. Celý vrch tak náleží k povodí Sebnice a Labe a úmoří Severního moře. Lesní porosty se skládají převážně ze smrku ztepilého (Picea abies), doplněného zvláště na vrcholu o listnaté stromy, převážně buk lesní (Fagus sylvatica). Přes Šenovský vrch vedou pouze lesní cesty.

## Velký lom
Na západním svahu Šenovského vrchu se nachází bývalý kamenolom nazývaný Velký lom, původně kamenolom Werner. Je dvouetážový, dlouhý asi 70 metrů a stěny jsou vysoké 15 metrů. Do roku 1979 se zde těžil dolerit. Při geologickém průzkumu, provedeném na počátku 60. let 20. století, bylo zjištěno chudé zrudnění rudami mědi, převážně chalkopyritu. Zrna dosahují povětšinou velikosti do 5 milimetrů.

## Galerie

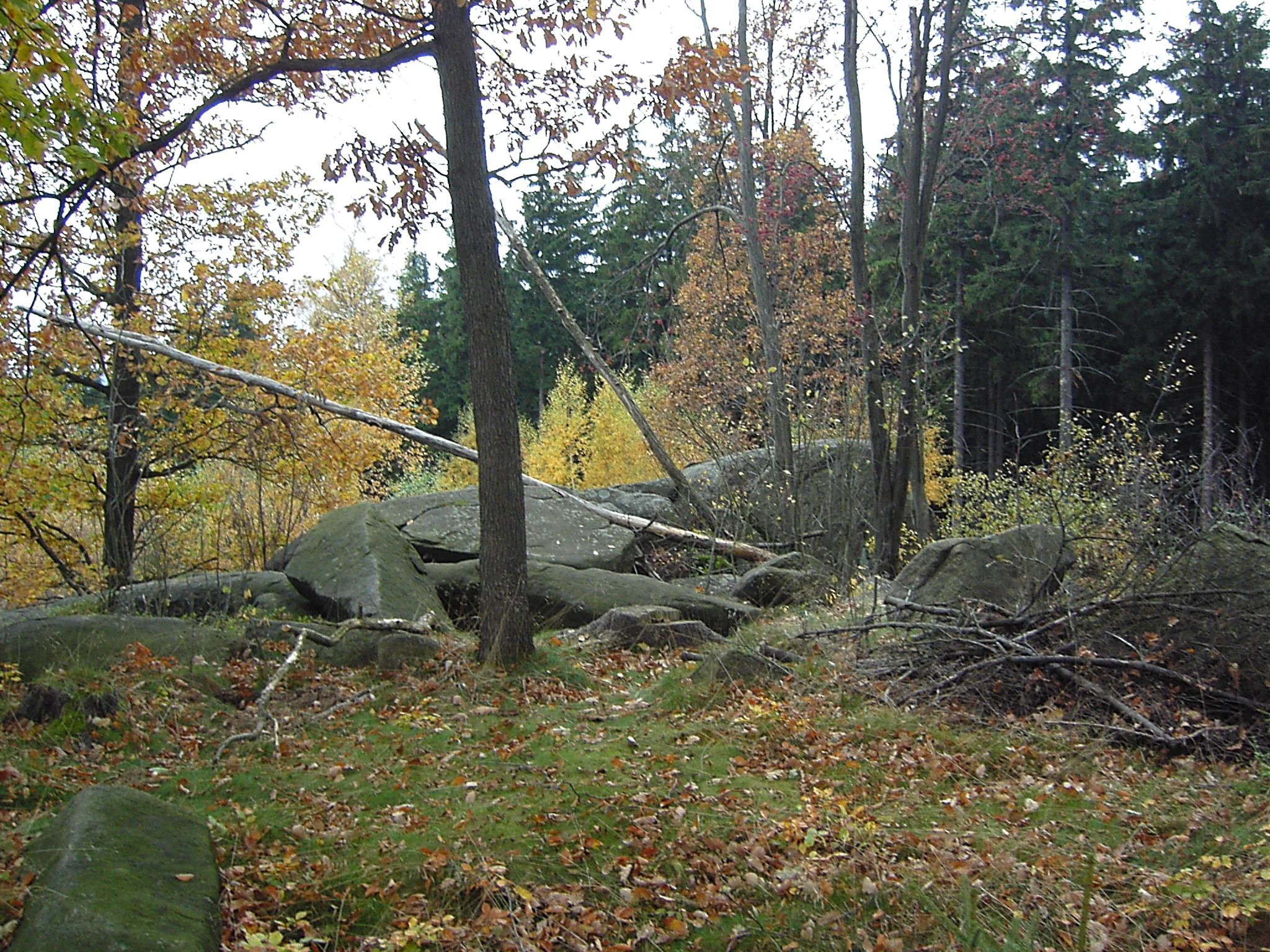
Kamenné moře
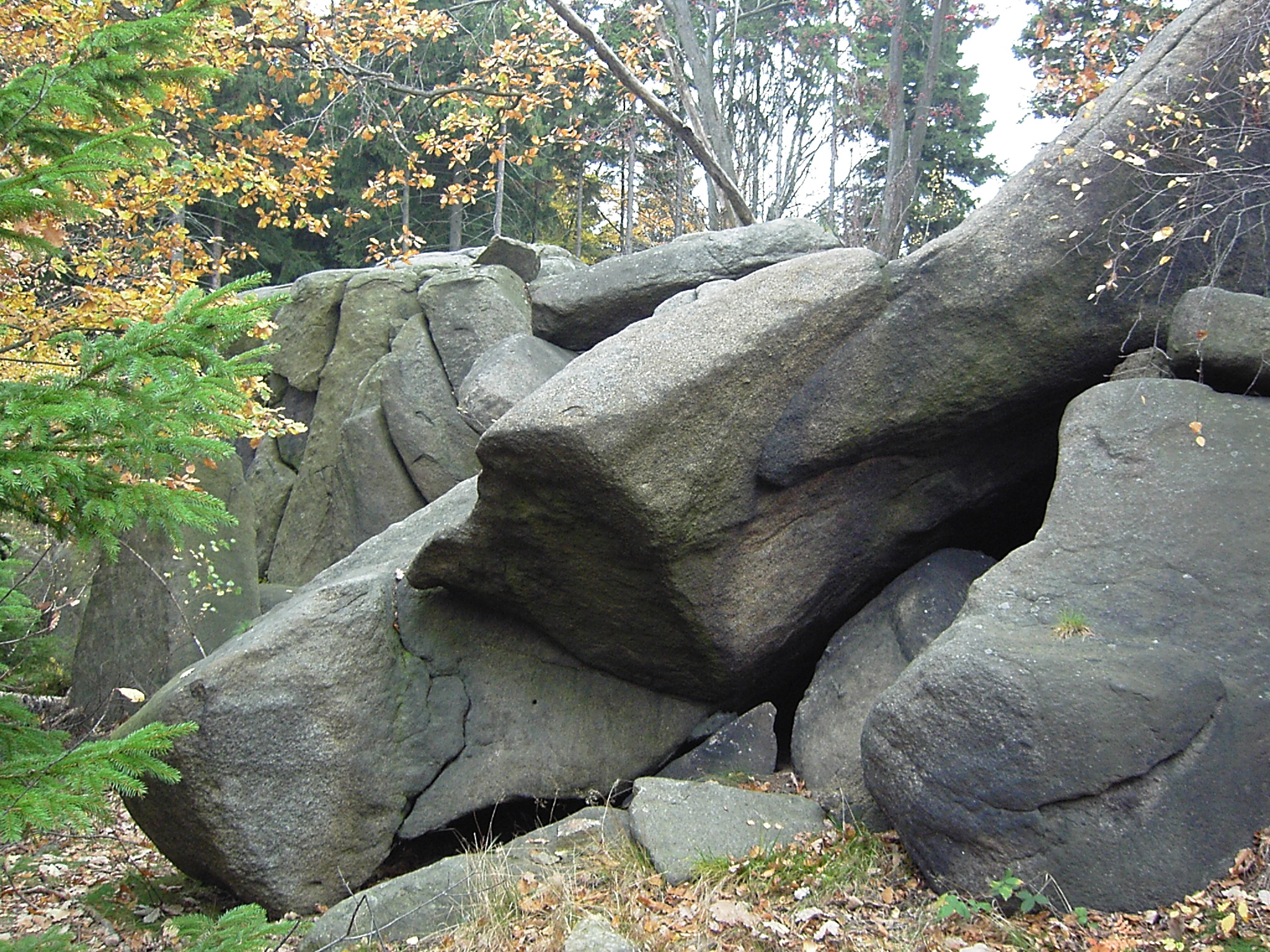
Liščí kameny
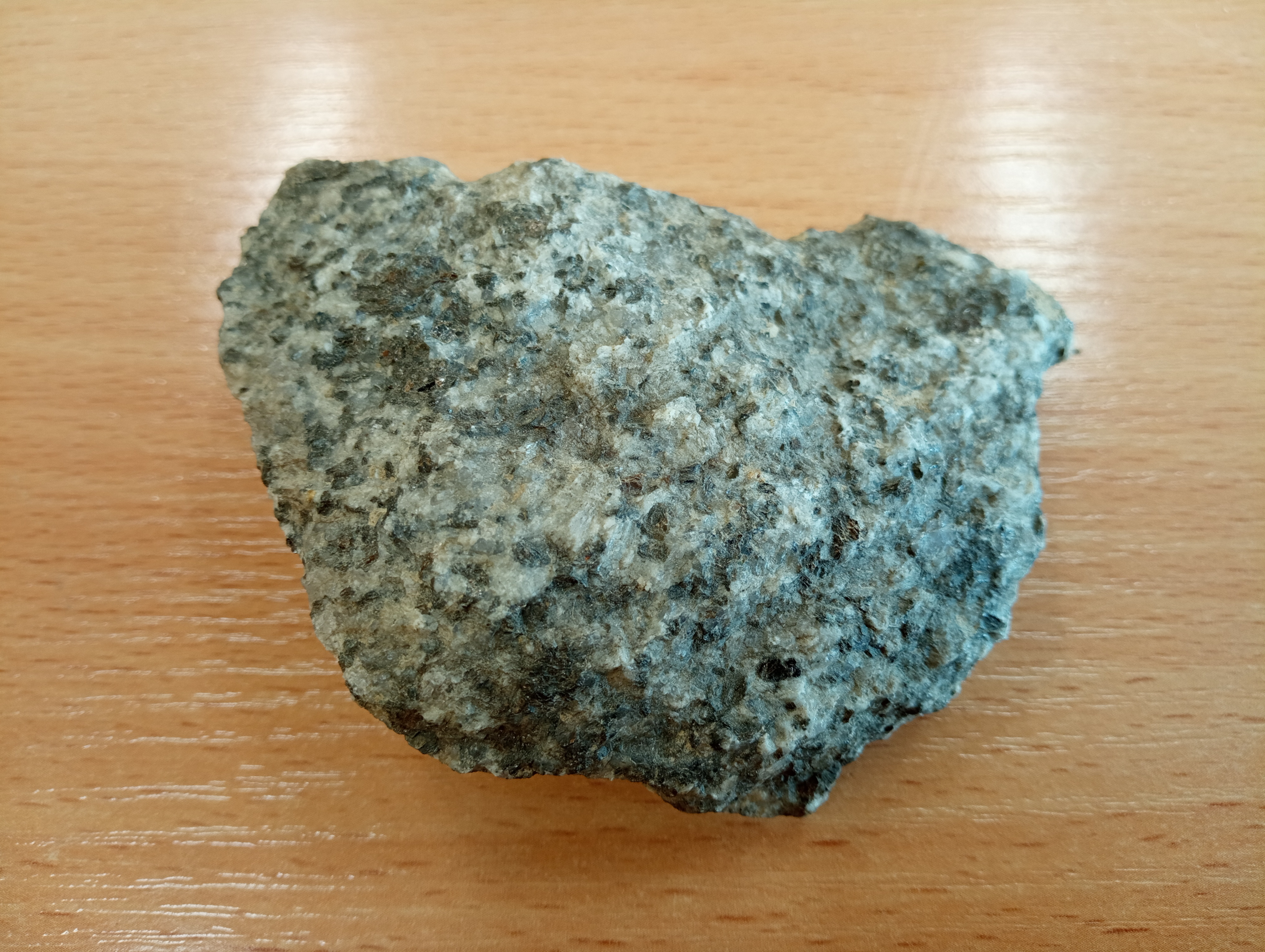
Lužický granodiorit
Nerozlišený bazaltoid
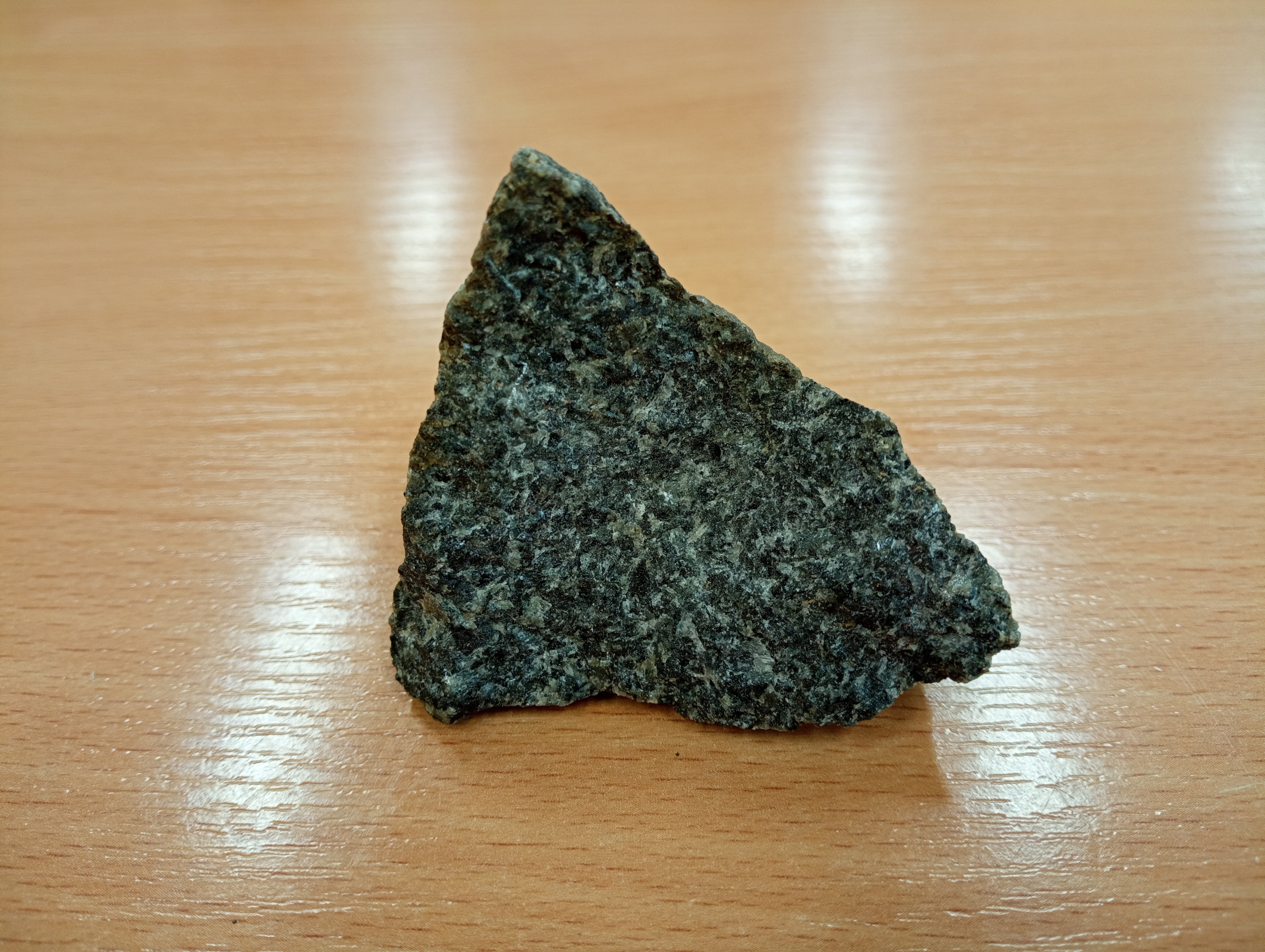
Dolerit
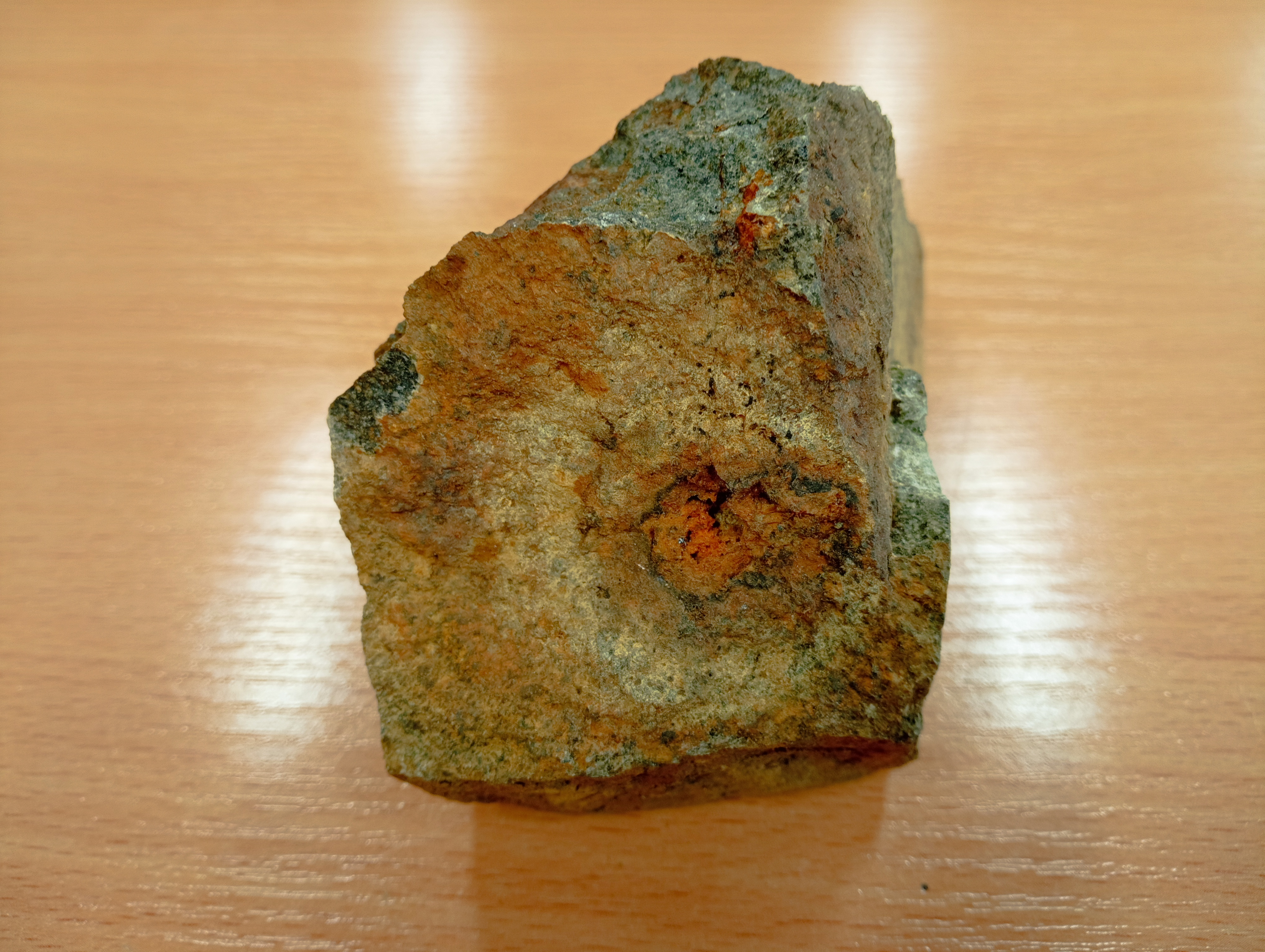
Chalkopyrit v doleritu
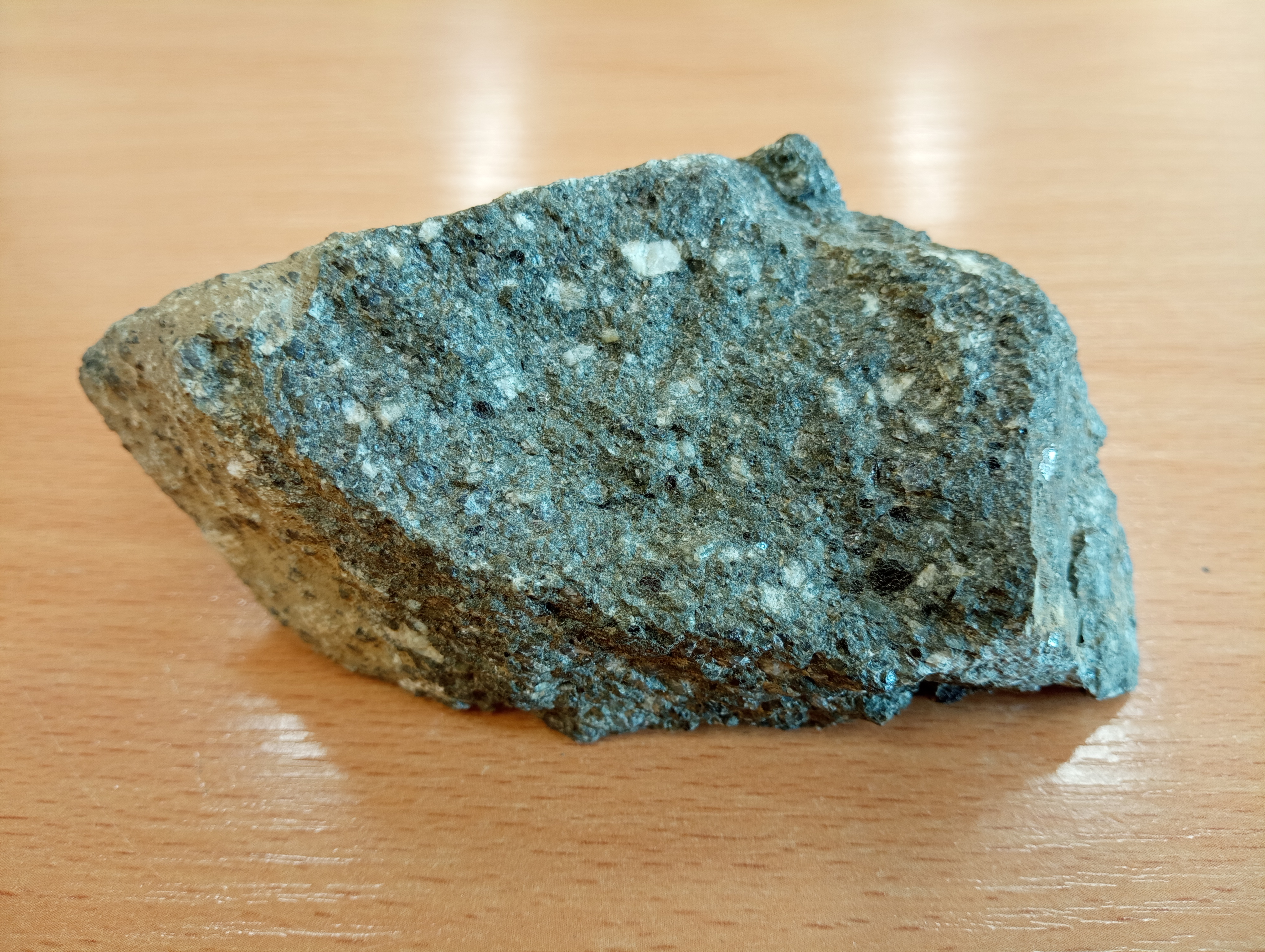
Doleritový porfyr